# Christopher Burke
Christopher Robert Burke, detto Chris (Glasgow, 2 dicembre 1983), è un ex calciatore scozzese, di ruolo centrocampista o attaccante.
Assieme a Jonathan Spector, è il primatista di presenze (8) del Birmingham City nelle competizioni calcistiche europee.

## Caratteristiche tecniche
È un esterno destro che può giocare anche da ala.

## Carriera

### Club
Nativo di Glasgow, Burke iniziò a muovere i primi passi nel calcio nel Celtic Boys Club, una sussidiaria giovanile del Celtic, ma ben presto passò ai Rangers, nelle cui squadre minori fece tutta la trafila prima di essere aggregato alla prima squadra, con la quale esordì in Premier League a 18 anni nella stagione 2001/02 segnando al debutto (contro il Kilmarnock, battuto 5-0).
Fin dall'esordio Burke è stato sempre più o meno regolarmente utilizzato, anche se saltò di fatto una stagione a causa di un'infezione virale di incerta attribuzione: durante la partita d'esordio della stagione 2004/05 ad Aberdeen, Burke si accasciò al suolo e fu portato via dai sanitari. Ricoverato, non si rivide in campo che nella primavera inoltrata del 2005; la stagione successiva lo vide completamente ristabilito e in campo sia in campionato che in Champions' League. Nel settembre 2006 Burke rimase vittima contro il Celtic di un ennesimo incidente durante uno scontro di gioco, riportando la rottura dei legamenti, che gli causò circa tre mesi di lontananza dai campi di gioco. Comunque, il 25 gennaio 2007, Burke ha rinnovato il contratto con i Rangers fino al 2009.
Il 9 gennaio 2009, si è trasferito al Cardiff City a titolo gratuito.

### Nazionale
Burke vanta sette presenze nella nazionale maggiore scozzese. L'esordio avvenne l'11 maggio 2006 contro la Bulgaria (battuta 5-1). In questa partita Burke mise a segno una doppietta.

### Cronologia presenze e reti in nazionale
| Cronologia completa delle presenze e delle reti in nazionale ― Scozia | Cronologia completa delle presenze e delle reti in nazionale ― Scozia | Cronologia completa delle presenze e delle reti in nazionale ― Scozia | Cronologia completa delle presenze e delle reti in nazionale ― Scozia | Cronologia completa delle presenze e delle reti in nazionale ― Scozia | Cronologia completa delle presenze e delle reti in nazionale ― Scozia | Cronologia completa delle presenze e delle reti in nazionale ― Scozia | Cronologia completa delle presenze e delle reti in nazionale ― Scozia |
| Data                                                                  | Città                                                                 | In casa                                                               | Risultato                                                             | Ospiti                                                                | Competizione                                                          | Reti                                                                  | Note                                                                  |
| --------------------------------------------------------------------- | --------------------------------------------------------------------- | --------------------------------------------------------------------- | --------------------------------------------------------------------- | --------------------------------------------------------------------- | --------------------------------------------------------------------- | --------------------------------------------------------------------- | --------------------------------------------------------------------- |
| 11-5-2006                                                             | Kobe                                                                  | Bulgaria                                                              | 1 – 5                                                                 | Scozia                                                                | Amichevole                                                            | 2                                                                     | 74’                                                                   |
| 13-5-2006                                                             | Saitama                                                               | Giappone                                                              | 0 – 0                                                                 | Scozia                                                                | Amichevole                                                            | -                                                                     | 59’                                                                   |
| 6-2-2013                                                              | Glasgow                                                               | Scozia                                                                | 1 – 0                                                                 | Estonia                                                               | Amichevole                                                            | -                                                                     | 46’                                                                   |
| 22-3-2013                                                             | Glasgow                                                               | Scozia                                                                | 1 – 2                                                                 | Galles                                                                | Qual. Mondiali 2014                                                   | -                                                                     | 86’                                                                   |
| 26-3-2013                                                             | Novi Sad                                                              | Serbia                                                                | 2 – 0                                                                 | Scozia                                                                | Qual. Mondiali 2014                                                   | -                                                                     | 80’                                                                   |
| 15-10-2013                                                            | Glasgow                                                               | Scozia                                                                | 2 – 0                                                                 | Croazia                                                               | Qual. Mondiali 2014                                                   | -                                                                     | 89’                                                                   |
| 5-3-2014                                                              | Varsavia                                                              | Polonia                                                               | 0 – 1                                                                 | Scozia                                                                | Amichevole                                                            | -                                                                     | 90+2’                                                                 |
| Totale                                                                |                                                                       | Presenze                                                              | 7                                                                     |                                                                       | Reti                                                                  | 2                                                                     |                                                                       |

## Palmarès

### Club

#### Competizioni nazionali
- Campionato scozzese: 3

Rangers: 2002-2003, 2004-2005, 2008-2009
- Coppa di Scozia: 3

Rangers: 2002-2003, 2007-2008, 2008-2009
- Coppa di Lega scozzese: 3

Rangers: 2002-2003, 2004-2005, 2007-2008
- Scottish Championship: 1

Kilmarnock: 2021-2022